# Aeolesthes sinensis
Aeolesthes sinensis är en skalbaggsart som beskrevs av Charles Joseph Gahan 1890. Aeolesthes sinensis ingår i släktet Aeolesthes och familjen långhorningar.
Artens utbredningsområde är:
- Laos.
- Burma.
- Taiwan.

Inga underarter finns listade i Catalogue of Life.